# Каратюрек (перевал)

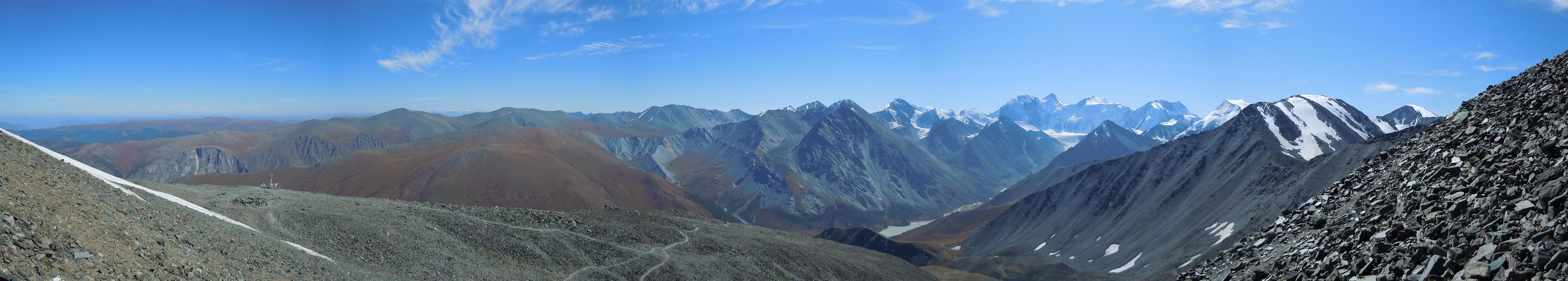

Каратю́рек (алт. кара — чёрный, јӱрек — сердце) — горный перевал, находится на водоразделе рек Аккем и Кучерла, в Алтайских горах, Катунский хребет, район горы Белуха, территория природного парка «Белуха».
По туристической классификации — 1А категория сложности, высота около 3 060 м. Через перевал проходит конная тропа из Тюнгура через ГМС Каратюрек на Аккемское озеро, идущая по гребню водораздела рек Аккем и Кучерла. Популярный туристический маршрут через перевал Каратюрек соединяет долины рек Аккем и Кучерла, берущих начало на Аккемском и Кучерлинском озёрах соответственно.
С перевала открывается вид на Аккемское озеро, вершину Белуха, ущелье Ярлу, долину реки Аккем. В случае затруднений при переходе перевала, возможна ночевка на перевале Каратюрек. Скопления снега (снежники) сохраняются на перевале до августа.
Подъем на перевал со стороны озера Аккем начинается непосредственно от ГМС Аккем. Набор высоты около 1 км, конная тропа. Занимает от 1.5 часа (без рюкзака, хорошо подготовленная группа) до 5-6 часов. 
Со стороны озера Кучерлинского можно попасть на перевал либо от Кедровых стоянок по конной тропе (2-5 часов), либо по хребту Каратюрек со стороны ГМС Каратюрек тоже по конной тропе. На Кедровые стоянки можно дойти либо по конной тропе, отходящей от тропы Тюнгур-озеро Кучерлинское в середине подъёма на хребтик перед озером (2-5 часов), либо вдоль р. Текелюшка по пешеходной тропе (1.5-4 часа). Перепад высот с перевала в сторону реки Кучерла — около 1.5 км.
Спуск с перевала к реке Аккем в сторону озера Аккем занимает от 40 минут до 3 часов.
Перевал несложный (1А), но с большим набором/сбросом высоты. Технические сложности у группы начинающего уровня могут возникнуть в 300 метрах от седловины при движении по тропе в сторону Кучерлы или ГМС Каратюрек — там часто лежит снежник, но конная тропа его обычно обходит. Кроме того, прохождение по тропе вдоль каньона реки Текелюшка местами требует умения ходьбы по крутому конгломератному склону (оползни смывают тропу).
Неприятным становится прохождение перевала в непогоду и при сильном ветре.
На этом перевале очень важно также не терять тропу и не перепутать с другой, ведущей в нежелательную сторону.